# Isabella Chhiv
Isabella Chhiv (* 22. Februar 2005) ist eine US-amerikanische Tennisspielerin.

## Karriere
Chhiv begann im Alter von fünf Jahren mit dem Tennissport und bevorzugt Hartplätze. Sie spielt vorrangig auf Turnieren der ITF Women’s World Tennis Tour, bei denen sie bislang einen Titel im Doppel gewann.

### College Tennis
Ab der Saison 2023 wird Chhiv für das Damentennisteam der Tigers der Princeton University spielen.

## Turniersiege

### Doppel
| Nr. | Datum        | Turnier         | Kategorie | Belag     | Partnerin     | Finalgegnerinnen           | Ergebnis |
| --- | ------------ | --------------- | --------- | --------- | ------------- | -------------------------- | -------- |
| 1.  | 3. Juni 2023 | Rancho Santa Fe | ITF W15   | Hartplatz | Eryn Cayetano | Megan McCray Brandy Walker | 6:4, 6:3 |